# Marvel: Future Fight
Marvel: Future Fight est un jeu vidéo mobile sur le thème des super-héros créé par Netmarble Games, et est directement affilié à Marvel Entertainment sous Disney, disponible avec de nombreux super-héros/villains en uniforme avec leurs détails,. 

## Réception
Marvel: Future Fight est sorti le 30 avril 2015 sur iOS et Android. Il a été développé par Netmarble Games, créateurs de titres tels que Star Wars: Force Arena, Seven Knights, Raven (Evilbane aux États-Unis) et Everybody's Marble. Marvel a travaillé en étroite collaboration avec Netmarble pour établir le background, les apparences et les traits des différents personnages. Le scénario du jeu a été écrit par Peter David, auteur de comics Marvel à succès.
Le jeu de Netmarble, Marvel: Future Fight de Netmarble a dépassé les 50 millions de téléchargements deux ans après son lancement. 20 millions de ces téléchargements provenaient d'Asie, 10 millions d'Amérique du Nord et d'Europe, 6 millions d'Amérique du Sud et 2,9 millions du Moyen-Orient[réf. nécessaire].
Les joueurs ont gagné 166 000 milliards de dollars d'or en jeu. En mai 2018, le jeu comptait plus de 70 millions de joueurs. Marvel: Future Fight a été décrit comme un dungeon crawler. 